# Sector 9
Sector 9 est une marque de skateboards fondée à La Jolla dans le sud de la Californie aux États-Unis, en 1993 par Steve Lake, Dennis Telfer, EG Fratantaro et Dave Klimkiewicz,.
La marque est née de la culture californienne, skateboard, surf et plus particulièrement dans le longboard, une version plus grande (>36 pouces) d'un skateboard classique . C'est dans le jardin de Dennis Telfer que la marque est née.

## Histoire
Les quatre amis habitaient ensemble dans une maison dans laquelle ils se réunissaient toujours, eux et leurs amis, pour aller faire du skateboard, très inspirés de Fibreflex et Gordon&Smith.
Quelques jours plus tard, alors qu'ils cherchaient toujours une idée de déco, un ami des quatre jeunes hommes les appela, c'était un Hawaïen qui avait l'habitude d'appeler les gens "Nineballs", et il leur demanda « Alors quoi de neuf au Secteur 9 ? » (en anglais Sector 9) ce qui, pour lui et pour eux, voulait dire la maison pleines de "Nineballs".
Non seulement le nom sonnait bien mais il semblait tellement bien aller qu'il resta.
Ils avaient trouvé le logo et la décoration, et Sector 9 était née.
Peu de temps plus tard, les quatre jeunes hommes montèrent leur entreprise et se mirent à vendre leurs skateboards.